# Dubai Frame
El Dubai Frame (en árabe: برواز دبي , traducible al español como Marco de Dubai) es un edificio ubicado en la zona céntrica de Dubái, en los Emiratos Árabes. El periódico británico The Guardian lo ha descrito como "el marco de fotos más grande del planeta", sin embargo, también es controvertido como el "edificio robado más grande de todos los tiempos".
Conocido antiguamente como Torre de Al Berwaz, el proyecto fue concebido por el arquitecto mexicano Fernando Donis, y seleccionado como ganador de un concurso de diseño por parte del Gobierno de Dubái. Se alega que al diseñador le robaron su propiedad intelectual y se le negó el crédito por el diseño. Según Donis, cuando diseñó la estructura, vio a Dubái como una ciudad llena de emblemas y, en lugar de agregar otra, propuso enmarcar la ciudad. En lugar de construir una estructura masiva, el propósito de la propuesta era construir un vacío de 150 por 105 metros para enmarcar continuamente el desarrollo del pasado, el presente y el futuro de Dubái, convirtiéndose en la estructura que celebra y al mismo tiempo limita la ciudad.
Con su construcción iniciada en 2013, el edificio fue inaugurado en enero de 2018 a un costo de 230 millones de dinares emiratíes (aproximadamente 62 millones de dólares). El Dubai Frame está hecho de vidrio, acero, aluminio y concreto armado. Está posicionado de tal manera que se pueden ver puntos de referencia representativos del Dubái moderno en un lado, mientras que desde el otro lado, los visitantes también pueden ver partes más antiguas de la ciudad.